# رئیس مجمع عمومی سازمان ملل متحد
رئیس مجمع عمومی سازمان ملل متحد (انگلیسی: President of the United Nations General Assembly) ریاست رکن اصلی، جهانی و مشورتی سازمان ملل متحد است که توسط اعضای مجمع عمومی سازمان ملل متحد برای مدت یک سال انتخاب می‌شود. در این سمت وی رئیس مجمع عمومی به‌شمار می‌رود.
در هفتاد و پنجمین جلسه مجمع عمومی سازمان ملل متحد که در ۱۷ ژوئن ۲۰۲۰ برگزار شد ولکان بوزکیر از ترکیه به‌عنوان رئیس مجمع عمومی انتخاب شد و جایگزین دیجانی محمد بانده از نیجریه گردید. دوره رسمی ریاست وی در سپتامبر ۲۰۲۰ به پایان رسید.

## انتخابات

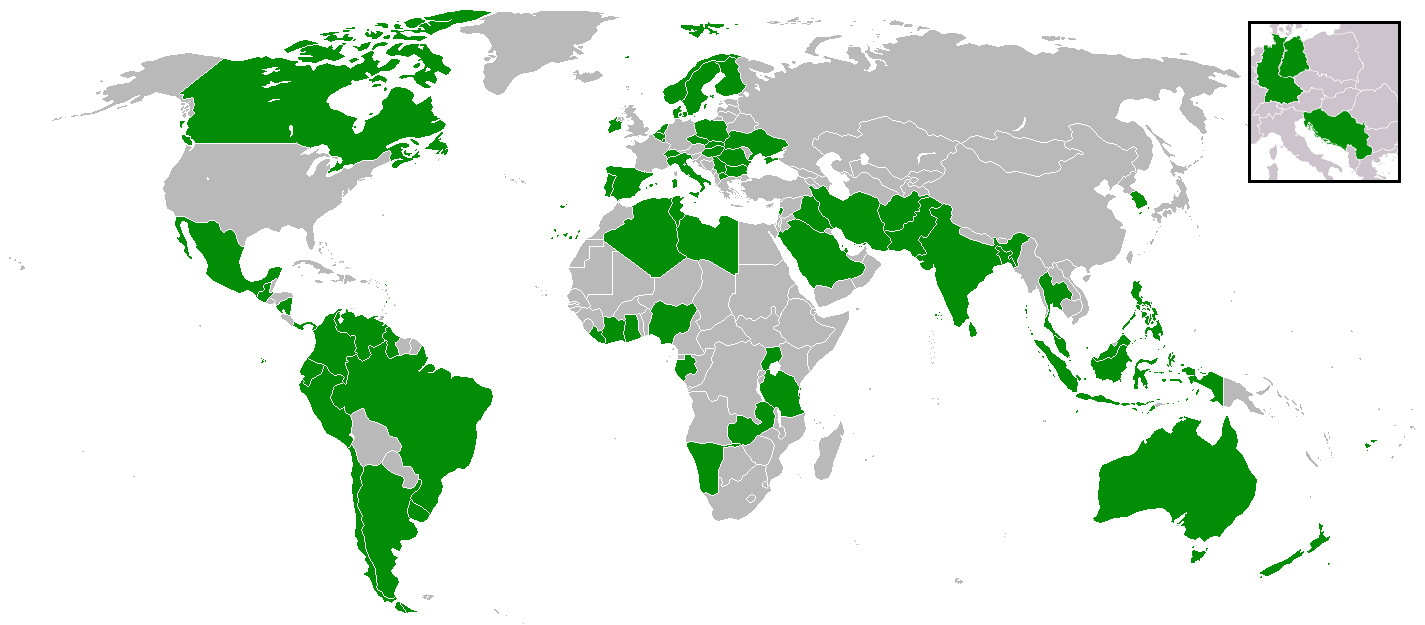
نقشه ای از جهان که کشورهایی را نشان می دهد که رئیس مجمع عمومی سازمان ملل متحد را انتخاب کردند.

برگزاری جلسات مجمع عمومی همه ساله تحت ریاست رئیس مجمع عمومی سازمان ملل متحد برای ماه سپتامبر برنامه‌ریزی شده است و همچنین وی ریاست جلسات اضطراری ویژه مجمع عمومی را نیز برعهده دارد.
کلیه کشورهای عضو در مجمع شرکت دارند. فصل چهارم منشور در خصوص مجمع عمومی سازمان ملل متحد است. هر عضو سازمان ملل متحد در مجمع دارای یک حق رأی می‌باشد و بیش از پنج نماینده در مجمع نخواهد داشت.
مجمع عمومی به‌طور منظم دوره‌های اجلاسیه سالیانه خود را از سپتامبر تا دسامبر یا ژانویه تشکیل می‌دهد و در موارد استثنایی به درخواست شورای امنیت یا به درخواست یک عضو که مورد موافقت اکثریت اعضا باشد دوره‌های اجلاسیه فوق‌العاده خواهد داشت. در واقع مجمع عمومی به‌طور دایم تشکیل جلسه نمی‌دهد. اجلاس عادی مجمع، سالانه از سه‌شنبه سومین هفتهٔ سپتامبر به مدت ۳ تا ۴ ماه در مقر سازمان در نیویورک برگزار می‌شود.
رأی‌گیری در خصوص مسائل مهم مانند حفظ صلح و امنیت، مسائل مربوط به بودجه و انتخاب اعضا با اکثریت ۲/۳ آرا صورت می‌گیرد و در خصوص مسائل دیگر با اکثریت ساده اتخاذ تصمیم می‌شود.
دوره ریاست مجمع عمومی سالانه بین پنج گروه جغرافیایی: آفریقایی، آسیایی-اقیانوسیه، اروپای شرقی، آمریکای لاتین و کارائیب و اروپای غربی و سایر کشورها می‌چرخد.
برخی از کشورهای بزرگ و قدرتمند به دلیل قدرت برتر جهانی خود هیچگاه کرسی ریاست مجمع عمومی را بر عهده نداشته‌اند، از جمله این کشورها جمهوری خلق چین، فرانسه، ژاپن، روسیه، انگلستان و ایالات متحده آمریکا می‌باشند. به‌ویژه این در سازمان ملل مرسوم است که هیچ عضو دائمی شورای امنیت سازمان ملل متحد هرگز در موضع رئیس مجمع عمومی سازمان ملل متحد قرار نخواهد گرفت.
اکوادور و نیجریه تنها کشورهایی هستند که دوبار توسط اعضای مجمع عمومی به ریاست مجمع عمومی سازمان ملل متحد انتخاب شدند. سایر کشورهای عضو که نماینده‌ای از اتباع خود را در سازمان ملل دارند تنها یک بار نماینده آنها می‌تواند ریاست مجمع عمومی را عهده‌دار شود. این سمت شامل جلسات ویژه و اضطراری مجمع عمومی سازمان ملل متحد نیست.
تصمیمات و قطعنامه‌های مجمع عمومی عمدتاً جنبهٔ اعلامی یا توصیه‌ای دارند، اما بعضاً برخی از این قطع‌نامه‌های اعلامی با گذشت زمان و تکرار تا حدود زیادی برای کشورهای عضو به‌طور ضمنی الزام‌آور می‌شوند. از جمله آن‌ها اعلامیه جهانی حقوق بشر است.
مجمع عمومی معمولاً به‌طور سالانه زیر نظر رئیس یا دبیرکل در مقر اصلیش در نیویورک تشکیل جلسه می‌دهد. بخش اعظم اجلاس از سپتامبر شروع شده وتا دسامبر یا بعضاً ژانویه بطول می‌گشد تا اینکه همه مسائل مطرح شده حل و فصل شوند.

## فهرست رؤِسای مجمع عمومی سازمان ملل متحد
| سال انتخاب | تصویر |                           | کشور عضو ملل متحد                | منطقه        | جلسات |
| ---------- | ----- | ------------------------- | -------------------------------- | ------------ | --- |
| ۱۹۴۶       |       | پل-هانری اسپاک            | بلژیک                            | WES          | اولین جلسه مجمع عمومی سازمان ملل متحد                                                                                    |
| ۱۹۴۷       |       | اوسوالدو آرانیا           | برزیل                            | LAS          | اولین جلسه ویژه جلسه مجمع عمومی سازمان ملل متحد دومین جلسه مجمع عمومی سازمان ملل متحد                                    |
| ۱۹۴۸       |       | خوزه آرسه                 | آرژانتین                         | LAS          | دومین جلسه مجمع عمومی سازمان ملل متحد                                                                                    |
| ۱۹۴۸       |       | هربرت ور اوات             | استرالیا                         | COS          | سومین جلسه مجمع عمومی سازمان ملل متحد                                                                                    |
| ۱۹۴۹       |       | کارلوس بینا روملو         | فیلیپین                          | EAS          | چهارمین جلسه مجمع عمومی سازمان ملل متحد                                                                                  |
| ۱۹۵۰       |       | نصرالله انتظام            | ایران                            | EAS          | پنجمین جلسه مجمع عمومی سازمان ملل متحد                                                                                   |
| ۱۹۵۱       |       | لوئیس پادیلا نروو         | مکزیک                            | LAS          | ۶مین جلسه مجمع عمومی سازمان ملل متحد                                                                                     |
| ۱۹۵۲       |       | لستر بولز پیرسون          | کانادا                           | COS          | ۷مین جلسه مجمع عمومی سازمان ملل متحد                                                                                     |
| ۱۹۵۳       |       | ویجایا لاکشمی پاندیت      | هند                              | COS          | ۸مین جلسه مجمع عمومی سازمان ملل متحد                                                                                     |
| ۱۹۵۴       |       | ایلکو فان کلفنز           | هلند                             | WES          | ۹مین جلسه مجمع عمومی سازمان ملل متحد                                                                                     |
| ۱۹۵۵       |       | خوزه مازا فرناندز         | شیلی                             | LAS          | ۱۰مین جلسه مجمع عمومی سازمان ملل متحد                                                                                    |
| ۱۹۵۶       |       | رودسیندو اورتگا میسون     | شیلی                             | LAS          | اولین جلسه اورژانس مجمع عمومی شورای امنیت                                                                                |
| ۱۹۵۶       |       | وان وایتایاکون            | تایلند                           | EAS          | ۱۱مین جلسه مجمع عمومی سازمان ملل متحد دومین جلسه اورژانس مجمع عمومی سازمان ملل متحد                                      |
| ۱۹۵۷       |       | لسلی مونرو                | نیوزیلند                         | COS          | ۱۲مین جلسه مجمع عمومی سازمان ملل متحد سومین جلسه اورژانس مجمع عمومی سازمان ملل متحد                                      |
| ۱۹۵۸       |       | شارل حبیب مالک            | لبنان                            | MES          | ۱۳مین جلسه مجمع عمومی سازمان ملل متحد                                                                                    |
| ۱۹۵۹       |       | ویکتور آندرس بلاوندی      | پرو                              | LAS          | ۱۵مین جلسه مجمع عمومی سازمان ملل متحد چهارمین جلسه اورژانس مجمع عمومی سازمان ملل متحد                                    |
| ۱۹۶۰       |       | فردریک بولند              | جمهوری ایرلند                    | WES          | ۱۵مین جلسه مجمع عمومی سازمان ملل متحد سومین جلسه ویژه مجمع عمومی سازمان ملل متحد                                         |
| ۱۹۶۱       |       | منجی اسلیم                | تونس                             | MES          | ۱۶مین جلسه مجمع عمومی سازمان ملل متحد                                                                                    |
| ۱۹۶۲       |       | محمد ظفر الله خان         | پاکستان                          | COS          | ۱۷مین جلسه مجمع عمومی سازمان ملل متحد چهارمین جلسه ویژه مجمع عمومی سازمان ملل متحد                                       |
| ۱۹۶۳       |       | کارلوس سوزا رودریگز (es)  | ونزوئلا                          | LAS          | ۱۸مین جلسه مجمع عمومی سازمان ملل متحد                                                                                    |
| ۱۹۶۴       |       | آلکس کویسون ساکی          | غنا                              | COS          | ۱۹مین جلسه مجمع عمومی سازمان ملل متحد                                                                                    |
| ۱۹۶۵       |       | آمینتوره فانفانی          | ایتالیا                          | WES          | ۲۰مین جلسه مجمع عمومی سازمان ملل متحد                                                                                    |
| ۱۹۶۶       |       | عبدالرحمان پژواک          | پادشاهی افغانستان                | Asia         | ۲۱مین جلسه مجمع عمومی سازمان ملل متحد پنجمین جلسه اورژانس مجمع عمومی سازمان ملل متحد                                     |
| ۱۹۶۷       |       | کورنلیو مانسکو            | رومانی                           | EEG          | ۲۲مین جلسه مجمع عمومی سازمان ملل متحد                                                                                    |
| ۱۹۶۸       |       | امیلیو آرنالس کاتالان     | گواتمالا                         | GRULAC       | ۲۳مین جلسه مجمع عمومی سازمان ملل متحد                                                                                    |
| ۱۹۶۹       |       | انجی بروکس                | لیبریا                           | Africa       | ۲۴مین جلسه مجمع عمومی سازمان ملل متحد                                                                                    |
| ۱۹۷۰       |       | ادوارد هامبورو            | نروژ                             | WEOG         | ۲۵مین جلسه مجمع عمومی سازمان ملل متحد                                                                                    |
| ۱۹۷۱       |       | آدم مالک                  | اندونزی                          | Asia         | ۲۶مین جلسه مجمع عمومی سازمان ملل متحد                                                                                    |
| ۱۹۷۲       |       | استانیسلاو ترپشنسکی       | لهستان                           | EEG          | ۲۷مین جلسه مجمع عمومی سازمان ملل متحد                                                                                    |
| ۱۹۷۳       |       | لئوپولدو بنیتس            | اکوادور                          | GRULAC       | ۲۸مین جلسه مجمع عمومی سازمان ملل متحد                                                                                    |
| ۱۹۷۴       |       | عبدالعزیز بوتفلیقه        | الجزایر                          | Africa       | ۲۹مین جلسه مجمع عمومی سازمان ملل متحد هفتمین جلسه ویژه مجمع عمومی سازمان ملل متحد                                        |
| ۱۹۷۵       |       | گاستون ثرون               | لوکزامبورگ                       | WEOG         | ۳۰مین جلسه مجمع عمومی سازمان ملل متحد                                                                                    |
| ۱۹۷۶       |       | هامیلتون شرلی آمیراسینگ   | سری‌لانکا                         | Asia         | ۳۱مین جلسه مجمع عمومی سازمان ملل متحد                                                                                    |
| ۱۹۷۷       |       | لازار موجسوف              | جمهوری فدرال سوسیالیستی یوگسلاوی | EEG          | ۳۲مین جلسه مجمع عمومی سازمان ملل متحد هشتمین، نهمین و دهمین جلسه ویژه مجمع عمومی سازمان ملل متحد                         |
| ۱۹۷۸       |       | اندالیکو لیوانو           | کلمبیا                           | GRULAC       | ۳۳مین جلسه مجمع عمومی سازمان ملل متحد                                                                                    |
| ۱۹۷۹       |       | سلیم احمد سلیم            | تانزانیا                         | Africa       | ۳۴مین جلسه مجمع عمومی سازمان ملل متحد ششمین، هفتمین و یازدهمین جلسه اورژانس مجمع عمومی سازمان ملل متحد                   |
| ۱۹۸۰       |       | رودگن فون فیشمار          | آلمان غربی                       | WEOG         | ۳۵مین جلسه مجمع عمومی سازمان ملل متحد هشتمین جلسه اورژانس مجمع عمومی سازمان ملل متحد                                     |
| ۱۹۸۱       |       | عصمت کتانی                | عراق                             | Asia         | ۳۶مین جلسه مجمع عمومی سازمان ملل متحد هفتمین و نهمین جلسه اورژانس مجمع عمومی سازمان ملل متحد                             |
| ۱۹۸۲       |       | ایمری هولای               | مجارستان                         | EEG          | ۳۷مین جلسه مجمع عمومی سازمان ملل متحد                                                                                    |
| ۱۹۸۳       |       | خورخه ایلوکا              | پاناما                           | GRULAC       | ۳۸مین جلسه مجمع عمومی سازمان ملل متحد                                                                                    |
| ۱۹۸۴       |       | پل لوساکا                 | زامبیا                           | Africa       | ۳۹مین جلسه مجمع عمومی سازمان ملل متحد                                                                                    |
| ۱۹۸۵       |       | خایمه دی بنیتس            | اسپانیا                          | WEOG         | ۴۰مین جلسه مجمع عمومی سازمان ملل متحد                                                                                    |
| ۱۹۸۶       |       | همایون رشید چادری         | بنگلادش                          | Asia         | ۴۱مین جلسه مجمع عمومی سازمان ملل متحد چهاردهمین جلسه ویژه مجمع عمومی سازمان ملل متحد                                     |
| ۱۹۸۷       |       | پیتر فلورین               | آلمان شرقی                       | EEG          | ۴۲مین جلسه مجمع عمومی سازمان ملل متحد پانزدهمین جلسه ویژه مجمع عمومی سازمان ملل متحد                                     |
| ۱۹۸۸       |       | دانته کاپوتو              | آرژانتین                         | GRULAC       | ۴۳مین جلسه مجمع عمومی سازمان ملل متحد                                                                                    |
| ۱۹۸۹       |       | جوزف نانون غاربا          | نیجریه                           | Africa       | ۴۴مین جلسه مجمع عمومی سازمان ملل متحد ۱۶-۱۷-۱۸مین جلسه ویژه مجمع عمومی سازمان ملل متحد                                   |
| ۱۹۹۰       |       | گویدو دی مارکو            | مالت                             | WEOG         | ۴۵مین جلسه مجمع عمومی سازمان ملل متحد                                                                                    |
| ۱۹۹۱       |       | سمیر شهابی                | عربستان سعودی                    | Asia         | ۴۶مین جلسه مجمع عمومی سازمان ملل متحد                                                                                    |
| ۱۹۹۲       |       | استویان گانف              | بلغارستان                        | EEG          | ۴۷مین جلسه مجمع عمومی سازمان ملل متحد                                                                                    |
| ۱۹۹۳       |       | رودی اینسانالی            | گویان                            | GRULAC       | ۴۸مین جلسه مجمع عمومی سازمان ملل متحد                                                                                    |
| ۱۹۹۴       |       | آمارا اسی                 | ساحل عاج                         | Africa       | ۴۹مین جلسه مجمع عمومی سازمان ملل متحد                                                                                    |
| ۱۹۹۵       |       | دیوگو دی فریتاس دو آمارال | پرتغال                           | WEOG         | ۵۰مین جلسه مجمع عمومی سازمان ملل متحد                                                                                    |
| ۱۹۹۶       |       | رزالی اسماعیل             | مالزی                            | Asia         | ۵۱مین جلسه مجمع عمومی سازمان ملل متحد دهمین و نوزدهمین جلسه اورژانس مجمع عمومی سازمان ملل متحد                           |
| ۱۹۹۷       |       | هنادی یودوفنکو            | اوکراین                          | EEG          | ۵۲مین جلسه مجمع عمومی سازمان ملل متحد ادامه دهمین و بیستمین جلسه اورژانس مجمع عمومی سازمان ملل متحد                      |
| ۱۹۹۸       |       | دیدیه اوپرتی              | اروگوئه                          | GRULAC       | ۵۳مین جلسه مجمع عمومی سازمان ملل متحد ادامه دهمین و بیست و یکمین جلسه اورژانس مجمع عمومی سازمان ملل متحد                 |
| ۱۹۹۹       |       | تئو بن غریب               | نامیبیا                          | Africa       | ۵۴مین جلسه مجمع عمومی سازمان ملل متحد بیست و دو ،۲۳ و ۲۴ مین جلسه ویژه مجمع عمومی سازمان ملل متحد                        |
| ۲۰۰۰       |       | هاری هولکری               | فنلاند                           | WEOG         | ۵۵مین جلسه مجمع عمومی سازمان ملل متحد ادامه دهمین و بیست و پنجمین و بیست و ششمین جلسه اورژانس مجمع عمومی سازمان ملل متحد |
| ۲۰۰۱       |       | هان سیونگ سو              | کره جنوبی                        | Asia         | ۵۶مین جلسه مجمع عمومی سازمان ملل متحد ادامه دهمین و بیست و هفتمین جلسه اورژانس مجمع عمومی سازمان ملل متحد                |
| ۲۰۰۲       |       | یان کاوان                 | جمهوری چک                        | EEG          | ۵۷مین جلسه مجمع عمومی سازمان ملل متحد ادامه دهمین جلسه اورژانس مجمع عمومی سازمان ملل متحد                                |
| ۲۰۰۳       |       | جولیان هونته              | سنت لوسیا                        | GRULAC       | ۵۸مین جلسه مجمع عمومی سازمان ملل متحد ادامه دهمین جلسه اورژانس مجمع عمومی سازمان ملل متحد                                |
| ۲۰۰۴       |       | جین پینگ                  | گابن                             | Africa       | ۵۹مین جلسه مجمع عمومی سازمان ملل متحد بیست و هشتمین جلسه ویژه مجمع عمومی سازمان ملل متحد                                 |
| ۲۰۰۵       |       | یان الیاسون               | سوئد                             | WEOG         | ۶۰مین جلسه مجمع عمومی سازمان ملل متحد                                                                                    |
| ۲۰۰۶       |       | هیا راشد آل خلیفه         | بحرین                            | Asia         | ۶۱مین جلسه مجمع عمومی سازمان ملل متحد ادامه دهمین جلسه اورژانس مجمع عمومی سازمان ملل متحد                                |
| ۲۰۰۷       |       | سرجان کریم                | مقدونیه شمالی                    | EEG          | ۶۲مین جلسه مجمع عمومی سازمان ملل متحد                                                                                    |
| ۲۰۰۸       |       | میگیل دیسکوتو بروکمان     | نیکاراگوئه                       | GRULAC       | ۶۳مین جلسه مجمع عمومی سازمان ملل متحد                                                                                    |
| ۲۰۰۹       |       | علی تریکی                 | لیبی                             | Africa       | ۶۴مین جلسه مجمع عمومی سازمان ملل متحد                                                                                    |
| ۲۰۱۰       |       | جوزف دایس                 | سوئیس                            | WEOG         | ۶۵مین جلسه مجمع عمومی سازمان ملل متحد                                                                                    |
| ۲۰۱۱       |       | ناصر الناصر               | قطر                              | Asia-Pacific | ۶۶مین جلسه مجمع عمومی سازمان ملل متحد                                                                                    |
| ۲۰۱۲       |       | ووک یرمیچ                 | صربستان                          | EEG          | ۶۷مین جلسه مجمع عمومی سازمان ملل متحد- انتخابات                                                                          |
| ۲۰۱۳       |       | جان ویلیان آش             | آنتیگوآ و باربودا                | GRULAC       | ۶۸مین جلسه مجمع عمومی سازمان ملل متحد                                                                                    |
| ۲۰۱۴       |       | سام کوتسا                 | اوگاندا                          | Africa       | ۶۹مین جلسه مجمع عمومی سازمان ملل متحد بیست و نهمین جلسه ویژه مجمع عمومی سازمان ملل متحد                                  |
| ۲۰۱۵       |       | موگن لیکتفت               | دانمارک                          | WEOG         | ۷۰مین جلسه مجمع عمومی سازمان ملل متحد سی‌امین جلسه ویژه مجمع عمومی سازمان ملل متحد                                        |
| ۲۰۱۶       |       | پیتر تامپسون              | فیجی                             | Asia-Pacific | ۷۱مین جلسه مجمع عمومی سازمان ملل متحد- انتخابات                                                                          |
| ۲۰۱۷       |       | میروسلاو لایچاک           | اسلواکی                          | EEG          | ۷۲مین جلسه مجمع عمومی سازمان ملل متحد ادامه دهمین جلسه اورژانس مجمع عمومی سازمان ملل متحد                                |
| ۲۰۱۸       |       | ماریا فرناندا اسپینوزا    | اکوادور                          | GRULAC       | ۷۳مین جلسه مجمع عمومی سازمان ملل متحد                                                                                    |
| ۲۰۱۹       |       | تیجانی محمد بانده         | نیجریه                           | Africa       | ۷۴مین جلسه مجمع عمومی سازمان ملل متحد                                                                                    |
| ۲۰۲۰       |       | ولکان بوزکیر              | ترکیه                            | WEOG         | ۷۵مین جلسه مجمع عمومی سازمان ملل متحد                                                                                    |
| ۲۰۲۱       |       | عبدالله شاهد              | مالدیو                           | Asia-Pacific | ۷۶مین جلسه مجمع عمومی سازمان ملل متحد                                                                                    |
| ۲۰۲۲       |       | چابا کوروشی               | مجارستان                         | EEG          | ۷۷مین جلسه مجمع عمومی سازمان ملل متحد                                                                                    |
| ۲۰۲۳       |       | دنیس فرانسیس              | ترینیداد و توباگو                | GRULAC       | ۷۸مین جلسه مجمع عمومی سازمان ملل متحد                                                                                    |

### مخفف‌ها

#### قبل از ۱۹۶۶
- COS: کرسی اتحادیه کشورهای مشترک‌المنافع
- EAS: کرسی اروپای شرقی و آسیا
- LAS: کرسی آمریکای لاتین
- MES: کرسی خاورمیانه
- WES: کرسی اروپای غربی

#### بعد از ۱۹۶۶
- Africa: گروه آفریقایی
- Asia-Pacific: گروه آسیایی، از سال ۲۰۱۱ گروه آسیا و اقیانوسیه[۵]
- EEG: گروه اروپای شرقی
- GRULAC: گروه آمریکای لاتین و کارائیب
- WEOG: گروه اروپای غربی و سایرین